# Louboutins
"Louboutins" är en låt framförd av den amerikanska artisten Jennifer Lopez, inspelad till hennes sjunde studioalbum Love? (2011). Låten skrevs och producerades av Terius "The-Dream" Nash och Christopher "Tricky" Stewart. "Louboutins" spelades först in av R&B-sångaren Brandy och var tänkt att finnas med på hennes sjätte studioalbum Two Eleven. När Brandy lämnade Epic Records 2009 gavs låten till Lopez istället. Spåret gavs ut som huvudsingeln från Love? den 21 december 2009. I låten tar Lopez på sig sina Louboutin-skor och lämnar en pojkvän som inte uppskattar henne. Refrängen består enbart av meningen "I'm throwing on my Louboutins" som upprepas i olika tonarter.
"Louboutins" hade premiär vid den amerikanska musikgalan American Music Awards den 22 november 2009. Framträdandet uppmärksammades när Lopez föll på rumpan efter ett hopp. Sångerskans snabba återhämtande från fallet prisades av Ryan Seacrest och will.i.am som berömde hennes artisteri och professionalism. Dagen efter hade låten premiär på amerikansk radio via stationen KIIS-FM. Låten framfördes också på Ellen DeGeneres Show den 3 december och på säsongsavslutningen till So You Think You Can Dance den 16 december 2009. 
"Louboutins" kom att toppa USA:s danslista Hot Dance Club Songs. På grund av få radiospelningar och låg försäljning misslyckades den att ta sig in på Billboard Hot 100 och betraktades som en "kommersiell flopp". Följande år avslöjade Jennifer Lopez att hennes tio år långa affärsförhållande med Sony Music var över. Vid utgivningen av Love? 2011 exkluderades låten från låtlistan och ersattes med "On the Floor" som skivans huvudsingel.

## Bakgrund
Trickey Stewart avslöjade att han jobbade på låtar till Lopez' album i en intervju med Vibe Magazine i november 2009. Han och The Dream hade skapat "Louboutins" till R&B-sångaren Brandy. Brandy hade påbörjat arbete på en uppföljare till sitt femte studioalbum Human (2008). I ett uttalande medgav sångaren att låten hade varit hennes: "Det stämmer att jag hade en låt som hette 'Louboutins'. Jag älskade den och gör det fortfarande. Men gud ger dig aldrig en annan människas välsignelse." Stewart avslöjade att när Brandy miste sitt skivkontrakt på grund av låg albumförsäljning ville varken han eller The Dream att låten skulle "dö". Christian Louboutin sa att han var "smickrad" över att Lopez hade spelat in en låt om hans skomärke och var tacksam att Lopez hade frågat om hon uttalade namnet korrekt.

## Skrivande och komposition
| Musikkritiker ansåg att låtens introduktion var lik "4 Minutes" framförd av Madonna och Justin Timberlake. |  | Musikkritiker ansåg att låtens introduktion var lik "4 Minutes" framförd av Madonna och Justin Timberlake. |
| Musikkritiker ansåg att låtens introduktion var lik "4 Minutes" framförd av Madonna och Justin Timberlake. |  | |

"Louboutins" är en låt om en "kvinna som har fastnat i en dålig relation med en man som inte förtjänar henne; tiden under vilken hon blir medveten om detta och när hon slutligen bestämmer sig för att lämna honom." Introduktionen ansågs vara lik "4 Minutes" framförd av Madonna och Justin Timberlake, men till skillnad från den "backas melodierna upp av trumpeter och syntar". En recensent från Prefix ansåg att låten inte lät som en typisk komposition av Tricky Stewart och The-Dream.
I en intervju med Vibe Magazine berättade Stewart att han och The Dream kom på låtens koncept. Han sa: "Det var jag och The Dream som var i studion och det 'klickade'. Vi satt vid varsin keyboards och trummaskiner och spelade in. Resten är historia. Meningen "Taking back my love/Taking back my heart" upprepas i introt. I låtens första verser sjunger Lopez upprört: "You said you changed/But still nothing/You're still the same/I'm just a part time lover." Framföraren menar att pojkvännen aldrig håller sina löften, men att hon, trots detta, alltid återvänder till honom. Innan refrängen framförs verserna: "But it's the last time, I'm movin' on/I'm throwing on my Louboutins."
Lopez beskrev låtens handling: "Den handlar om när man kommit till det där ögonblicket i en relation där man tänker 'fan, jag måste härifrån. Det här är inte bra för mig' Den är inte om tjejen som tänker 'Jag ska ta tillbaka allt jag äger, ta på mig mina mjukisbyxor och lägga mig ner för att gråta'. Den här tjejen tar på sig sin snyggaste klänning, dom sexigaste Louboutin-skorna och lämnar honom." I refrängen upprepar Lopez meningen "I'm throwing on my Louboutins" åtta gånger. Ordet "Louboutins" nämns trettiotvå gånger under låtens gång. Prefix Magazine sa att "Louboutins" användes för att symbolisera kvinnlig styrka.

## Mottagande
"Louboutins" mottog mestadels negativ kritik från musikrecensenter. Elana Gorgan från Softpedia fokuserade på singelomslaget och låtens koncept. Hon skrev: "Medan spåret är originellt så kommer kritiker och fans att anse att omslaget är måttligt... Både fonten och själva bilden avger gamla vibbar och kommer inte väcka intresse för singelutgivningen".

## Format och låtlistor
| 1. | Louboutins | 3:48 |

| 1.           | Louboutins (Album Version) | 3:48  |
| 2.           | Louboutins (Instrumental)  | 3:47  |
| 3.           | Louboutins (Acappella)     | 3:40  |
| Total längd: | Total längd:               | 10:35 |

| 1.           | Louboutins (Space Cowboy Radio Mix)                    | 3:16  |
| 2.           | Louboutins (Space Cowboy Extended Mix)                 | 5:27  |
| 3.           | Louboutins (Space Cowboy Instrumental)                 | 4:38  |
| 4.           | Louboutins (Jody Den Broeder & Warren Rigg Radio Edit) | 3:53  |
| 5.           | Louboutins (Jody Den Broeder & Warren Rigg Club Mix)   | 7:14  |
| 6.           | Louboutins (Jody Den Broeder & Warren Rigg Dub)        | 7:15  |
| 7.           | Louboutins (Cutmore Radio Mix)                         | 3:23  |
| 8.           | Louboutins (Moto Blanco Radio Mix)                     | 3:37  |
| 9.           | Louboutins (Moto Blanco Club Mix)                      | 6:51  |
| 10.          | Louboutins (Moto Blanco Dub)                           | 6:36  |
| Total längd: | Total längd:                                           | 50:01 |

## Listplaceringar
| Lista (2009)                         | Högsta placering |
| ------------------------------------ | ---------------- |
| USA Hot Dance Club Songs (Billboard) | 1                |